# Tournefortia leptostachya
Tournefortia leptostachya är en strävbladig växtart som beskrevs av George Bentham. Tournefortia leptostachya ingår i släktet Tournefortia och familjen strävbladiga växter. Inga underarter finns listade i Catalogue of Life.